# Eduard Klepsch von Roden
Eduard Klepsch von Roden (německy Eduard Karl Ritter Klepsch von Roden) (31. října 1835 Olomouc – 27. září 1909 Merano) byl rakousko-uherský generál a diplomat. V rakouské armádě sloužil od roku 1850, kvůli zranění v bitvě u Solferina (1859) musel rezignovat na další vojenskou službu. Později se uplatnil v diplomacii a v letech 1882–1899 byl dlouholetým zplnomocněncem rakousko-uherské armády u carského dvora v Petrohradě. Ve vojsku nakonec dosáhl hodnosti polního podmaršála (1897) a byl povýšen do šlechtického stavu (1899).

## Životopis
Narodil se jako syn Eduarda Klepsche a jeho manželky Eugenie von Roden, která pocházela ze šlechtického rodu Rodenů z Hirzenau. Do armády vstoupil jako kadet v roce 1850 a sloužil u pěšího pluku č. 10. Války se Sardinií se zúčastnil jako nadporučík a vážné zranění z bitvy u Solferina jej vyřadilo z další aktivní služby. Několik let žil v Itálii, později zastával funkce ve vojenské administraci a diplomacii. Od roku 1871 byl kapitánem ve sboru generálního štábu, v roce 1874 poprvé působil u rakousko-uherského velvyslanectví v Rusku. V roce 1880 byl povýšen na majora a stal se křídelním pobočníkem (Flügel Adjutant) císaře Františka Josefa. 
V letech 1882–1899 byl rakousko-uherským vojenským zplnomocněncem v Petrohradě a dále postupoval v hodnostech. Byl povýšen na podplukovníka (1883), plukovníka (1887) a generálmajora (1893), do roku 1895 zůstal formálně ve funkci císařského pobočníka. V armádě nakonec dosáhl hodnosti polního podmaršála (1897). K datu 1. června 1899 byl penzionován a obdržel titul c.k. tajného rady s nárokem na oslovení Excelence, zároveň byl povýšen do šlechtického stavu s titulem rytíř.
Za zásluhy byl nositelem Řádu železné koruny III. třídy, rytířem Řádu sv. Štěpána, držitelem Vojenského záslužného kříže a Vojenské záslužné medaile. Vzhledem k dlouholetému působení v Petrohradě získal několik ruských vyznamenání, byl držitelem velkokříže Řádu Bílého orla, nositelem Řádu sv. Anny I. třídy a Řádu sv. Stanislava. V Německu získal pruský Řád koruny III. třídy.
Byl ženatý s Franziskou Schlossovou, ovdovělou Königsbergerovou (1850–1941), zemřel ale bez potomstva. V roce 1901 s císařským svolením adoptoval svého synovce Aloise Klotha (1863–1957), který také sloužil v armádě a diplomacii a nakonec získal titul barona (1916).